# Нестлальпан
Нестлальпан (исп. Nextlalpan)  —   город и муниципалитет в Мексике, входит в штат Мехико. Население 34 739 человек.

## История
Город основан в 1820 году .